# Мітоку-Драгомірней
Мітоку-Драгомірней (рум. Mitocu Dragomirnei) — село у повіті Сучава в Румунії. Входить до складу комуни Мітоку-Драгомірней.

## Розташування
Село знаходиться на відстані 365 км на північ від Бухареста, 8 км на північ від Сучави, 119 км на північний захід від Ясс.

## Історія
Давнє українське село південної Буковини. За переписом 1900 року в селі було 630 будинків, у яких проживали 2948 мешканців (637 українців, 1575 румунів, 725 німців та 8 осіб інших національностей).

## Населення
За даними перепису населення 2002 року у селі проживали 2605 осіб. Рідною мовою 2604 особи (> 99,9 %) назвали румунську.
Національний склад населення села:
| Національність | Кількість осіб | Відсоток |
| -------------- | -------------- | -------- |
| румуни         | 2551           | 97,9 %   |
| цигани         | 51             | 2,0 %    |

## Відомі особи
- Стефан Сагін — уродженець даного села, теолог, ректор Чернівецького університету.